# Bysingsberg
Bysingsberg är en bebyggelse i Dingtuna socken i Västerås kommun. Från 2020 till 2023 avgränsade SCB här en småort.